# Distrito electoral de Waverly n.º 2
Waverly n.º 2 (en inglés: Waverly No. 2 Precinct) es un distrito electoral ubicado en el condado de Morgan en el estado estadounidense de Illinois. En el Censo de 2010 tenía una población de 741 habitantes y una densidad poblacional de 70,8 personas por km².

## Geografía
Waverly n.º 2 se encuentra ubicado en las coordenadas 39°36′35″N 89°57′17″O / 39.60972, -89.95472. Según la Oficina del Censo de los Estados Unidos, Waverly No. 2 tiene una superficie total de 10.47 km², de la cual 10.46 km² corresponden a tierra firme y (0.1%) 0.01 km² es agua.

## Demografía
Según el censo de 2010, había 741 personas residiendo en Waverly No. 2. La densidad de población era de 70,8 hab./km². De los 741 habitantes, Waverly No. 2 estaba compuesto por el 99.33% blancos, el 0% eran afroamericanos, el 0.13% eran amerindios, el 0% eran asiáticos, el 0% eran isleños del Pacífico, el 0.13% eran de otras razas y el 0.4% pertenecían a dos o más razas. Del total de la población el 0.13% eran hispanos o latinos de cualquier raza.